# Fennymores Reise
Fennymores Reise oder Wie man Dackel im Salzmantel macht ist ein Kinderbuch von Kirsten Reinhardt.

## Inhalt
Erzählt wird die Geschichte des etwa zehnjährigen Fennymore. Seitdem seine Eltern vor einigen Jahren verschwanden, lebt er allein. Sein einziger Freund ist das Fahrrad Monbijoux, das sich für ein Pferd hält. Fennymore hält sich streng an einen regelmäßigen und etwas merkwürdigen Lebensrhythmus, der kaum Zeit für den Schulbesuch lässt. Jeden Sonntag um drei Minuten nach drei besucht ihn seine Tante Else mit ihrer Leibspeise: Dackel im Salzmantel. Als Tante Else zu Beginn des Buches stirbt, gerät Fennymores wohl geordnetes Leben aus den Fugen. Gemeinsam mit seiner Klassenkameradin Fizzy Kobaldini – aufmüpfiger jüngster Spross einer neunköpfigen Familie – macht sich Fennymore auf eine abenteuerliche Reise. Die beiden Kinder kommen den bösen Machenschaften des Dr. Uhrengut auf die Schliche und lüften das Geheimnis um den silbriggrauen Herren. Neben dem Thema Tod, geht es in dem Buch auch um Freundschaft und das Überwinden von Vorurteilen.

## Illustrationen
Das Buch enthält Federzeichnungen des britischen Kinderbuchillustrators David Roberts, der unter anderem Werke von Philip Ardagh und Julia Donaldson illustrierte. Seine schwarzweißen Zeichnungen nehmen häufig eine ganze Seite ein. Sie zeichnen sich durch verzerrte Relationen und eine überbetonte Vertikale aus, was die Skurrilität der Handlung unterstreicht. Die Figuren tragen röhrenförmige Kleidung, sie wirken steif und grotesk.

## Kritik
Von der Presse wurde Fennymores Reise oder Wie man Dackel im Salzmantel  positiv aufgenommen. Die FAZ schrieb: "Ein zauberhaftes Beispiel dafür, wie dezente, aber raffinierte Phantastik im Deutschen dem bei solchen Sachen hierzulande immer noch vorherrschenden herablassenden Niedlichkeitssound entgehen kann. (...) Kirsten Reinhardt quietscht nirgends. Sie singt, pfeift, summt und spricht mit Stimmen, die man öfter hören möchte". Die Kieler Nachrichten urteilten: "Ein richtig schön schräger Selbstfindungsroman"; Mit "Roald Dahl" lässt grüßen" machte Focus-Schule einen der zahlreichen Roald-Dahl-Vergleiche des Buches.

## Auszeichnungen
- 2009 wurde das noch unveröffentlichte Manuskript mit dem damaligen Titel "Fennymores Reise oder Warum Stinkesocken manchmal auch nützlich sein können" mit dem Oldenburger Kinder- und Jugendbuchpreis ausgezeichnet.[3]
- 2012 wurde das Buch für den Hansjörg-Martin-Preis in der Kategorie Kinder- und Jugendkrimi nominiert.
- Das Hörspiel ist für den Deutschen Hörbuchpreis 2013 in der Kategorie „Bestes Kinderhörbuch“ nominiert.[4]

## Ausgaben
- Kirsten Reinhardt: Fennymores Reise oder wie man Dackel im Salzmantel macht. Carlsen Verlag, Hamburg 2011, ISBN 978-3-551-55582-3.

### Übersetzungen
- Nelly Ganancia (Französisch): La folle Ballade de Fennymore Coupure. Verlag Albin Michel, Paris 2013 ISBN 978-2-2262-4947-0
- Siobhán Parkinson (Englisch): Fennymore and the Brumella or How to salt-bake a dachshund. Verlag Little Island, Dublin 2014, ISBN 978-1-908195-85-2

## Hörspiel
- Fennymores Reise oder Wie man Dackel im Salzmantel macht. Eingelesen von Matthias Brandt. CD. WDR/Der Audio Verlag, 2012 ISBN 978-3-8623-1138-5